# 保羅·納爾迪
保羅·納爾迪（法語：Paul Nardi；1994年5月18日—）是一位法國足球運動員，出生于沃苏勒。在場上司職門將。現效力於英冠球隊女王公园巡游者，曾效力摩納哥足球俱樂部。他也曾代表法國青年國家足球隊參賽。

## 外部連結
- Soccerway資料庫：保羅·納爾迪